# Lent (Ain)
Pour les articles homonymes, voir Lent.
Lent est une commune française, située dans le département de l'Ain en région Auvergne-Rhône-Alpes.
Ses habitants s'appellent les Lentais et les Lentaises.

## Géographie
Le village de Lent se situe aux portes de la Dombes, à environ 10 km au sud de Bourg-en-Bresse et 50 km au nord de Lyon.
La Veyle traverse les terres de ce village.

### Climat
Pour des articles plus généraux, voir Climat d'Auvergne-Rhône-Alpes et Climat de l'Ain.
En 2010, le climat de la commune est de type climat océanique dégradé des plaines du Centre et du Nord, selon une étude du CNRS s'appuyant sur une série de données couvrant la période 1971-2000. En 2020, Météo-France publie une typologie des climats de la France métropolitaine dans laquelle la commune est dans une zone de transition entre le climat semi-continental et le climat de montagne et est dans la région climatique Bourgogne, vallée de la Saône, caractérisée par un bon ensoleillement (1 900 h/an), un été chaud (18,5 °C), un air sec au printemps et en été et des vents faibles.
Pour la période 1971-2000, la température annuelle moyenne est de 11 °C, avec une amplitude thermique annuelle de 17,5 °C. Le cumul annuel moyen de précipitations est de 1 064 mm, avec 11,1 jours de précipitations en janvier et 7,8 jours en juillet. Pour la période 1991-2020, la température moyenne annuelle observée sur la station météorologique de Météo-France la plus proche, sur la commune de Marlieux à 11 km à vol d'oiseau, est de 12,2 °C et le cumul annuel moyen de précipitations est de 909,1 mm,. Pour l'avenir, les paramètres climatiques de la commune estimés pour 2050 selon différents scénarios d'émission de gaz à effet de serre sont consultables sur un site dédié publié par Météo-France en novembre 2022.

## Urbanisme

### Typologie
Au 1er janvier 2024, Lent est catégorisée bourg rural, selon la nouvelle grille communale de densité à 7 niveaux définie par l'Insee en 2022.
Elle est située hors unité urbaine. Par ailleurs la commune fait partie de l'aire d'attraction de Bourg-en-Bresse, dont elle est une commune de la couronne,. Cette aire, qui regroupe 80 communes, est catégorisée dans les aires de 50 000 à moins de 200 000 habitants,.

### Occupation des sols
L'occupation des sols de la commune, telle qu'elle ressort de la base de données européenne d’occupation biophysique des sols Corine Land Cover (CLC), est marquée par l'importance des territoires agricoles (54,8 % en 2018), en diminution par rapport à 1990 (56 %). La répartition détaillée en 2018 est la suivante : 
forêts (36,5 %), zones agricoles hétérogènes (35,8 %), prairies (17,5 %), eaux continentales (6 %), zones urbanisées (2,6 %), terres arables (1,5 %).
L'évolution de l’occupation des sols de la commune et de ses infrastructures peut être observée sur les différentes représentations cartographiques du territoire : la carte de Cassini (XVIIIe siècle), la carte d'état-major (1820-1866) et les cartes ou photos aériennes de l'IGN pour la période actuelle (1950 à aujourd'hui).

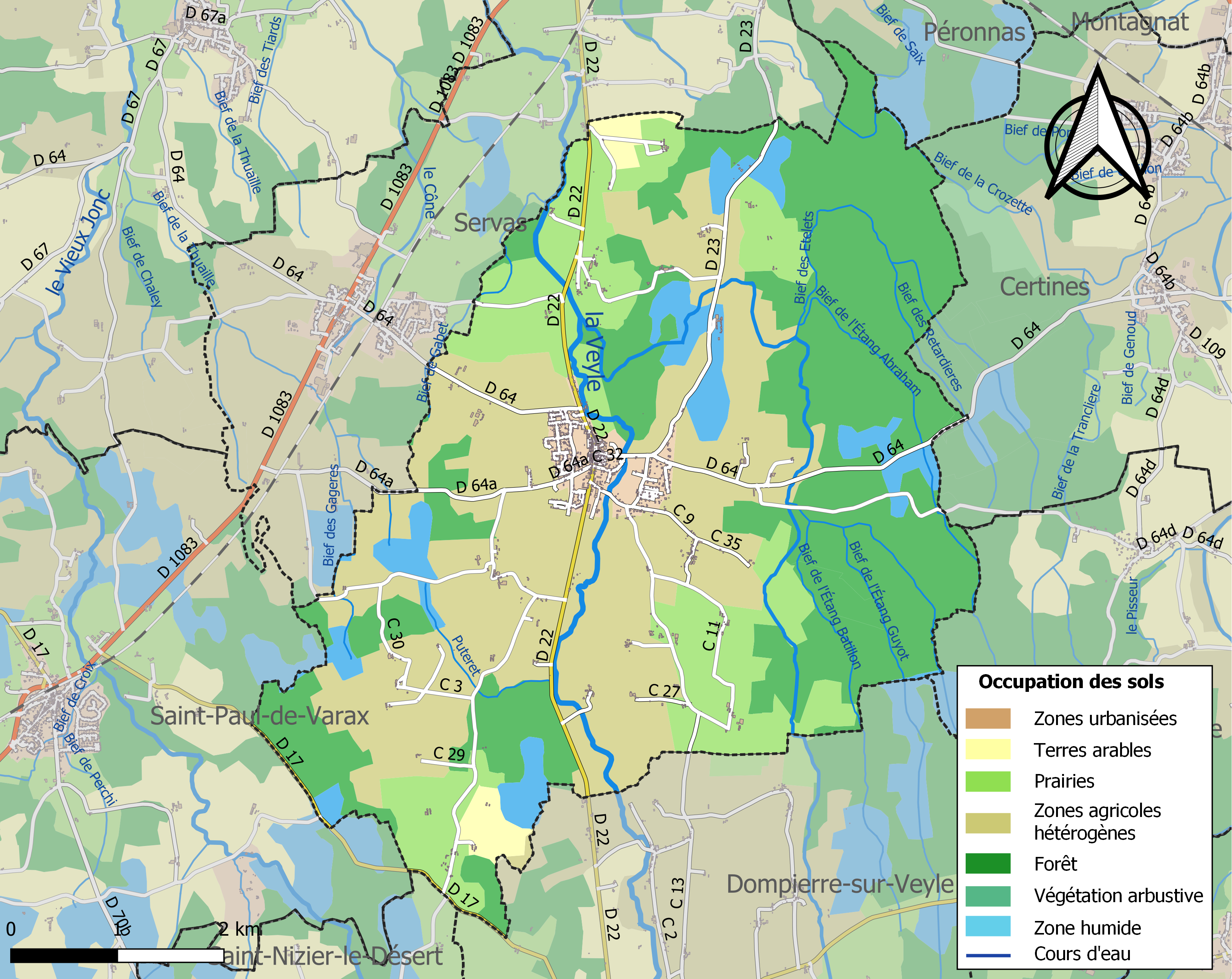
Carte des infrastructures et de l'occupation des sols de la commune en 2018 (CLC).

## Histoire

### Héraldique
| Blason de Lent (Ain) | Blason  | D'argent à la lettre L capitale d'azur entourée d'un collier de perles du même en orle. |
| Blason de Lent (Ain) | Détails |                                                                                         |

### Les origines et l'époque féodale
Les plus anciens documents mentionnant l'existence d'un village sur les terres actuelles de Lent remontent à 855 et parlent de Lentis Villa.
En 1244, la seigneurie est vendue (en partie ou en totalité) par Jocelin de Morestel à Humbert V de Beaujeu.
Jusqu'au XIIIe siècle, il y avait peu de villes en Bresse et en Dombes, mais ces terres étaient peuplées par des paysans vivant dans des hameaux éloignés les uns des autres et ce, vraisemblablement parce que la région n'était que peu touchée par les guerres.
En 1269, afin de peupler la ville de Lent, Renaud, comte de Forez, seigneur de Beaujeu et prince de Dombes et sa femme Isabelle de Beaujeu, édictent une charte qui assure une certaine sécurité aux habitants de Lent. Il semblerait que les murailles de la ville aient été construites à cette époque ; certains pensent qu'elles existaient déjà. Durant le siècle qui suivit furent creusés les étangs.
Le 23 juin 1400, Édouard II, sire de Beaujeu, donne la seigneurie à Louis II, duc de Bourbon.
La ville de Lent et la Dombes étant sorties de la maison de Beaujeu ; Édouard II, sire de Beaujeu n'ayant pas d'héritiers, teste Le 23 juin 1400 en faveur Louis II, duc de Bourbon, les habitants de Lent font confirmer en 1402 les droits acquis en 1269 par le nouveau seigneur.
Au début du XVe siècle, on signale de nombreux différends entre la Bourgogne et les États de Savoie, au sujet de la Dombes et de la Bresse. Par exemple, la ville de Bourg instaura des foires les mêmes jours que celles de Lent (plus anciennes) afin de réduire les revenus des Lentais.

### L'Ancien Régime
Durant le XVIe siècle, à la suite de différents fléaux comme la peste ou des famines, Lent se désertifie. Les troupes bressanes du marquis de Treffort ravagent la ville de Lent et massacrent les populations des environs[Quand ?]. En 1598, les envoyés du prince Henri de Bourbon, alors souverain de la Dombes, déclarent que la population de Lent était restreinte à deux habitants.
Petit à petit, durant les XVIIe et XVIIIe siècles, la vie reprend à Lent ; le village se repeuple et les souverains encouragent au retour des six foires annuelles.
Le 28 mars 1762, Louis Charles, comte d'Eu, cède la souveraineté de Dombes à la France. Devenue française, Lent est intégrée au département de l'Ain lors de sa création en 1790.

### De la Révolution à nos jours
À la suite de la Révolution, les principaux notables de l'époque sont établis au Conseil municipal. Peu de personnes furent guillotinées à Lent car peu de nobles y vivent. Dans les années qui suivent, l'église, endommagée pendant la Révolution, est restaurée.
Lors de la prise du pouvoir par Napoléon Bonaparte, de nombreux habitants sont enrôlés pour partir à la guerre. Dans les années 1830, le village possède une bonne vitalité et compte 1 050 habitants. Cette bonne vitalité est due à la position du village sur l'axe Lyon-Strasbourg. Cette localisation permet au village de vivre grâce au trafic routier et à ses foires. Cependant, dans les années suivantes, le chemin de fer ne dessert pas Lent et l'axe routier Lyon-Strasbourg passe par Servas, ce qui a pour conséquence de limiter l'avenir économique du village. Ceci est accentué par l'absence de perspectives industrielles à Lent. Lent connait alors, à la fin du XIXe siècle et au début du XXe siècle, l'exode d'un certain nombre d'habitants. Ceux-ci seront, en partie, remplacés par des personnes travaillant à Bourg.
Source : Il était une fois... Lent, Gérard Clerc-Noyellon
Aux portes du village, existait une paroisse qui fut rattachée à Lent après la Révolution : Longchamp.

## Politique et administration

### Découpage territorial
La commune de Lent est membre de Grand Bourg Agglomération, un établissement public de coopération intercommunale (EPCI) à fiscalité propre créé le 1er janvier 2017 dont le siège est à Bourg-en-Bresse. Ce dernier est par ailleurs membre d'autres groupements intercommunaux.
Sur le plan administratif, elle est rattachée à l'arrondissement de Bourg-en-Bresse, au département de l'Ain et à la région Auvergne-Rhône-Alpes. Sur le plan électoral, elle dépend du  canton de Ceyzériat pour l'élection des conseillers départementaux, depuis le redécoupage cantonal de 2014 entré en vigueur en 2015, et de la quatrième circonscription de l'Ain  pour les élections législatives, depuis le dernier découpage électoral de 2010.

### Administration municipale

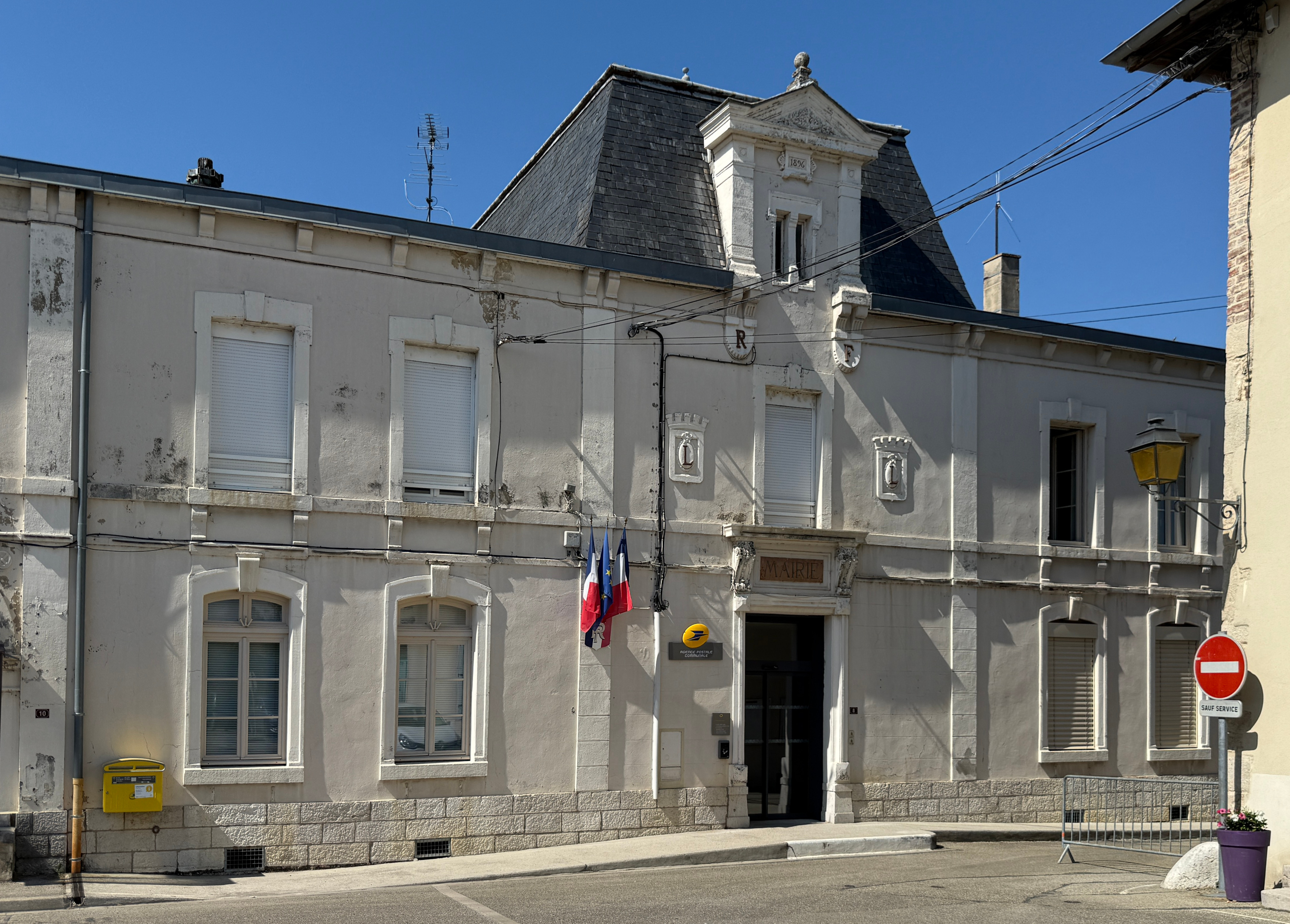
Mairie.

### Tendances politiques et résultats
| Scrutin             | Scrutin             | 1er tour | 1er tour | 1er tour | 1er tour | 1er tour    | 1er tour | 1er tour | 1er tour   | 1er tour | 1er tour | 1er tour     | 1er tour | 2d tour | 2d tour | 2d tour | 2d tour | 2d tour | 2d tour |
| Scrutin             | Scrutin             | 1er      | 1er      | %        | 2e       | 2e          | %        | 3e       | 3e         | %        | 4e       | 4e           | %        | 1er     | 1er     | %       | 2e      | 2e      | %       |
| ------------------- | ------------------- | -------- | -------- | -------- | -------- | ----------- | -------- | -------- | ---------- | -------- | -------- | ------------ | -------- | ------- | ------- | ------- | ------- | ------- | ------- |
| Présidentielle 2017 | Présidentielle 2017 |          | FN       | 24,40    |          | EM          | 23,31    |          | LR         | 20,65    |          | LFI          | 13,89    |         | EM      | 60,19   |         | FN      | 39,81   |
| Présidentielle 2022 | Présidentielle 2022 |          | RN       | 29,88    |          | LREM        | 27,29    |          | LFI        | 13,53    |          | REC          | 7,41     |         | LREM    | 51,16   |         | RN      | 48,84   |
| Législatives 2022   | 4e                  |          | RN       | 27,19    |          | LFI (NUPES) | 18,99    |          | LREM (ENS) | 15,64    |          | LREM (diss.) | 11,36    |         | RN      | 63,08   |         | LFI     | 36,92   |
| Législatives 2024   | 4e                  |          | RN       | 46,61    |          | HOR (ENS)   | 22,03    |          | EELV (NFP) | 19,13    |          | LR           | 10,41    |         | RN      | 52,41   |         | HOR     | 47,59   |

## Démographie
L'évolution du nombre d'habitants est connue à travers les recensements de la population effectués dans la commune depuis 1793. Pour les communes de moins de 10 000 habitants, une enquête de recensement portant sur toute la population est réalisée tous les cinq ans, les populations de référence des années intermédiaires étant quant à elles estimées par interpolation ou extrapolation. Pour la commune, le premier recensement exhaustif entrant dans le cadre du nouveau dispositif a été réalisé en 2008.

En 2022, la commune comptait 1 459 habitants, en évolution de +3,04 % par rapport à 2016 (Ain : +5,15 %, France hors Mayotte : +2,11 %).
| 1793 | 1800 | 1806 | 1821  | 1831  | 1836  | 1841  | 1846  | 1851  |
| ---- | ---- | ---- | ----- | ----- | ----- | ----- | ----- | ----- |
| 830  | 941  | 931  | 1 039 | 1 062 | 1 051 | 1 039 | 1 173 | 1 159 |

| 1856  | 1861  | 1866  | 1872  | 1876  | 1881  | 1886  | 1891  | 1896  |
| ----- | ----- | ----- | ----- | ----- | ----- | ----- | ----- | ----- |
| 1 087 | 1 155 | 1 234 | 1 181 | 1 253 | 1 227 | 1 186 | 1 184 | 1 121 |

| 1901  | 1906  | 1911  | 1921 | 1926 | 1931 | 1936 | 1946 | 1954 |
| ----- | ----- | ----- | ---- | ---- | ---- | ---- | ---- | ---- |
| 1 107 | 1 108 | 1 051 | 921  | 851  | 814  | 781  | 750  | 729  |

| 1962 | 1968 | 1975 | 1982 | 1990  | 1999  | 2006  | 2008  | 2013  |
| ---- | ---- | ---- | ---- | ----- | ----- | ----- | ----- | ----- |
| 721  | 778  | 801  | 976  | 1 043 | 1 145 | 1 239 | 1 266 | 1 413 |

| 2018  | 2022  | - | - | - | - | - | - | - |
| ----- | ----- | - | - | - | - | - | - | - |
| 1 393 | 1 459 | - | - | - | - | - | - | - |

| Âge            | Hommes | Hommes  | Femmes | Femmes  |
| -------------- | ------ | ------- | ------ | ------- |
| Âge            | Nombre | %       | Nombre | %       |
| Tous           | 577    | 100,0 % | 571    | 100,0 % |
| 0-14 ans       | 128    | 22,2 %  | 108    | 18,9 %  |
| 15-29 ans      | 100    | 17,3 %  | 106    | 18,6 %  |
| 30-44 ans      | 127    | 22,0 %  | 136    | 23,8 %  |
| 45-59 ans      | 118    | 20,5 %  | 104    | 18,2 %  |
| 60-74 ans      | 76     | 13,2 %  | 78     | 13,7 %  |
| 75-94 ans      | 28     | 4,9 %   | 39     | 6,8 %   |
| 95 ans et plus | 0      | 0,0 %   | 0      | 0,0 %   |

## Économie
La majorité des actifs travaille à l'extérieur du village, notamment dans l'agglomération burgienne (98 des 515 Lentais actifs travaillaient à Lent lors du recensement de 1999).
Les activités tertiaires représentaient 44,4 %, la construction 27,8 % et l'agriculture 22,2 % des 144 personnes travaillant à Lent en 1999.

### Vie pratique
La plupart des équipements essentiels sont disponibles sur la commune. On comptait notamment, lors de l'inventaire communal de 1998 de l'Insee, un garagiste, deux maçons, une épicerie, une boulangerie-pâtisserie, une boucherie-charcuterie, un bureau de poste, un salon de coiffure, deux cafés/débits de boissons, un bureau de tabac, un restaurant, une école maternelle et primaire, un dentiste, trois infirmiers, deux médecins généralistes et une pharmacie.
Les autres services tels que collèges, lycées, grandes surfaces... se situent à Bourg-en-Bresse, Péronnas ou encore Saint-Denis-lès-Bourg.

## Culture et patrimoine

### Lieux et monuments

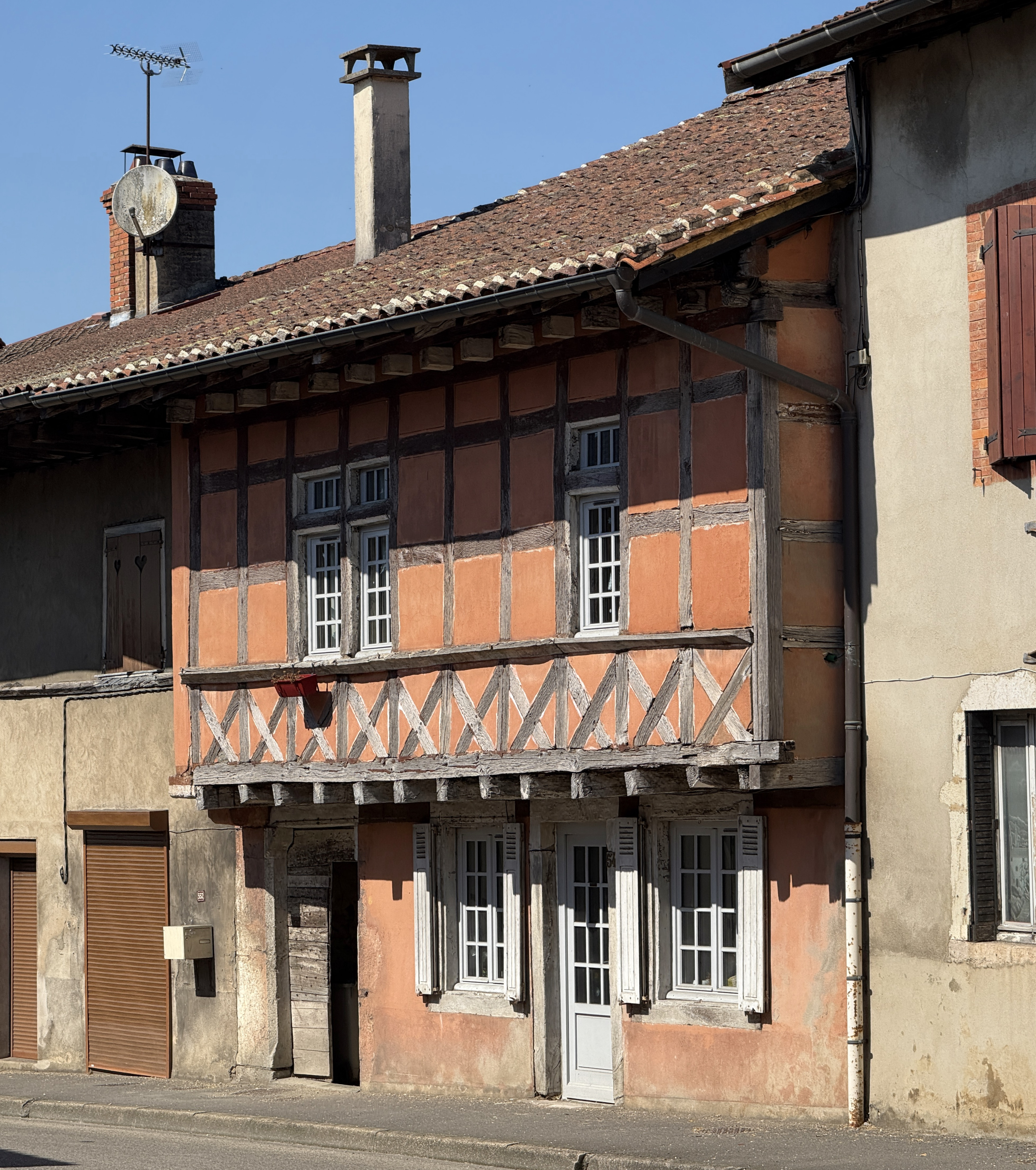
Maison à pans de bois.
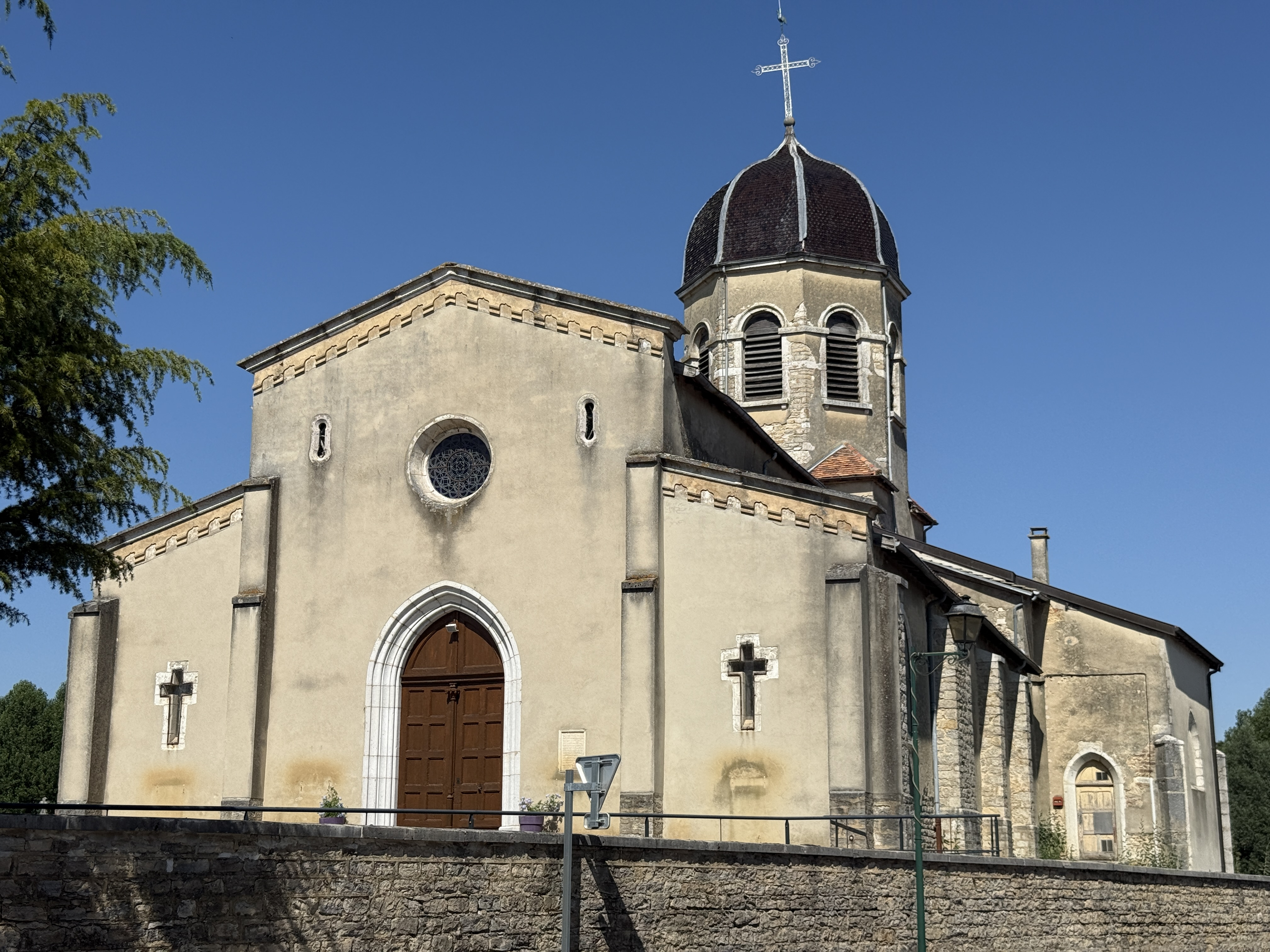
Église Saint-Germain.
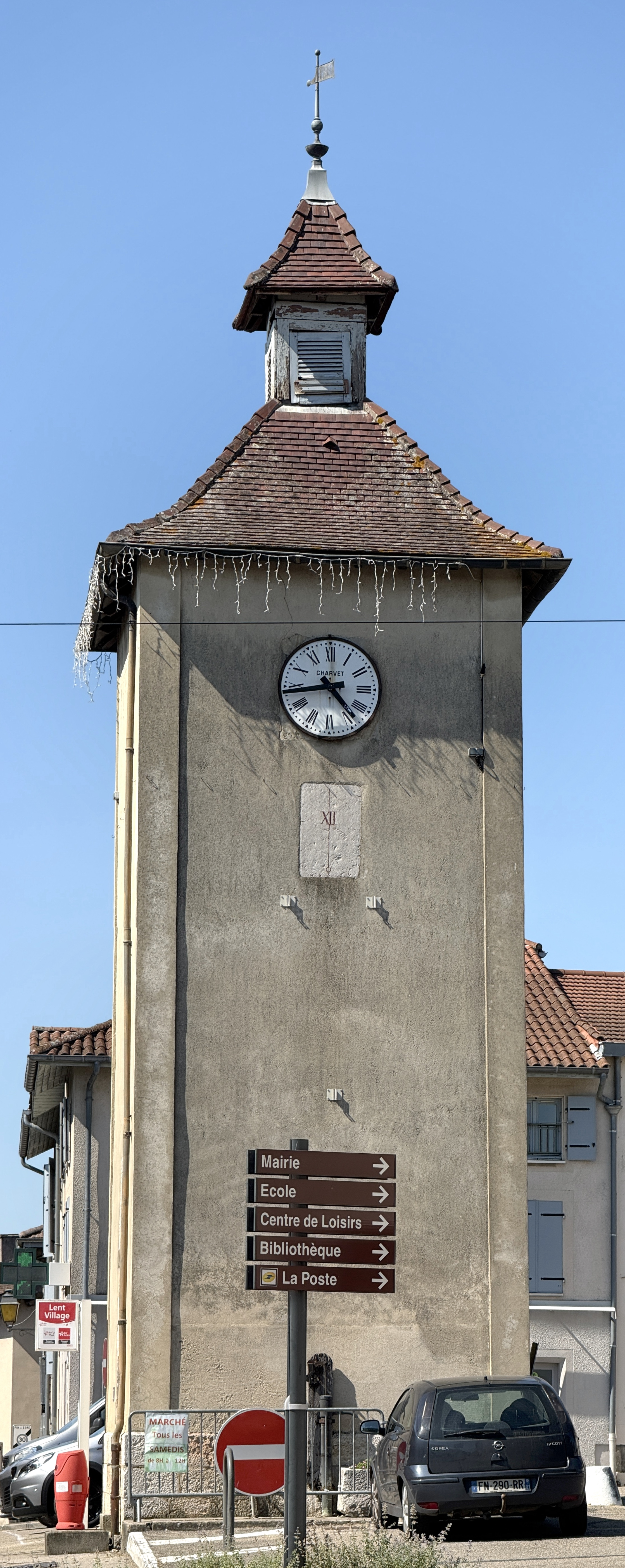
Tour de l'Horloge.
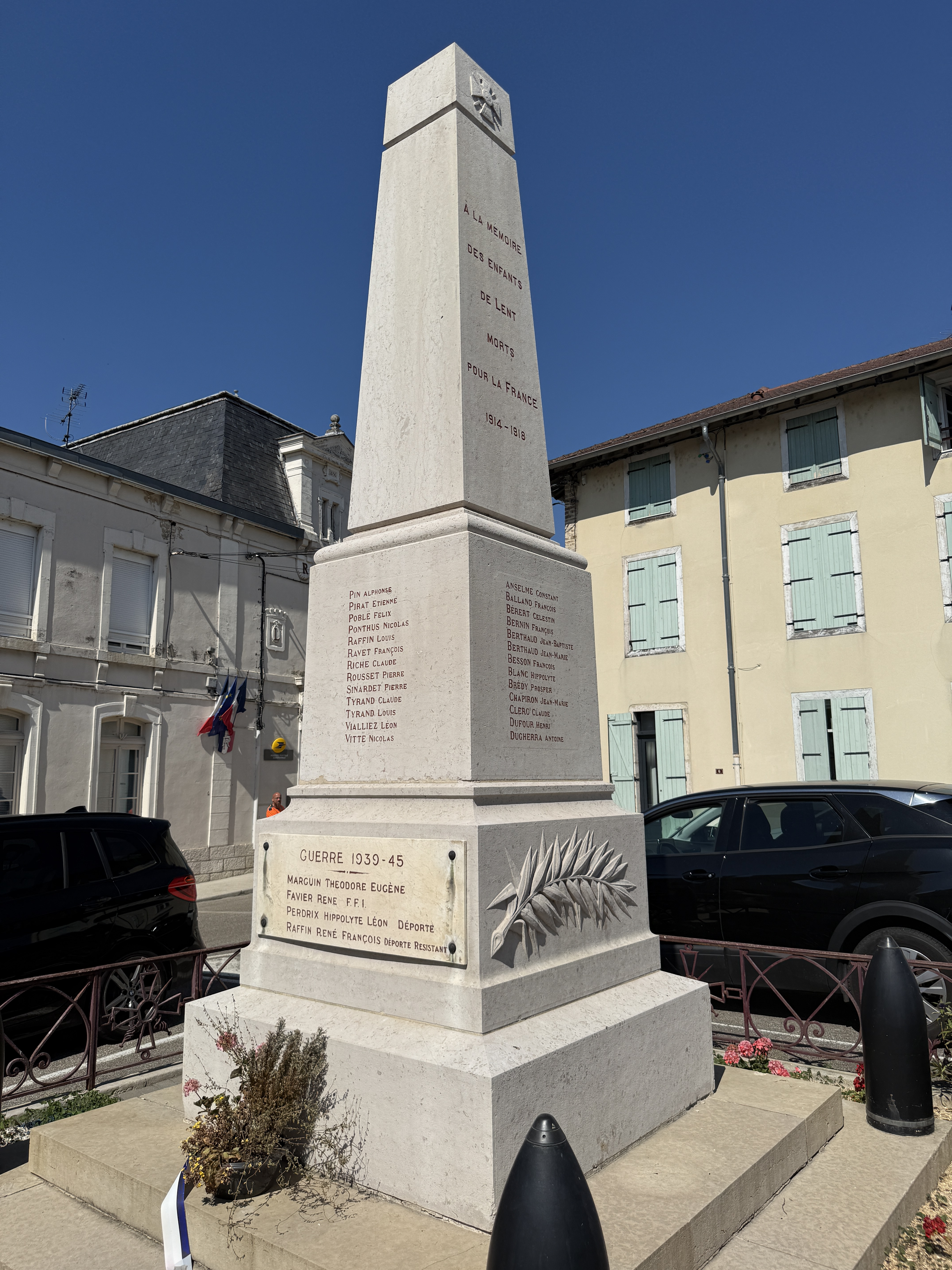
Monument aux morts.

- Une maison à pans de bois fait l’objet d’une inscription au titre des monuments historiques depuis 1937[27].
- Gare de Servas - Lent.
- Château de Longchamp, XIXe siècle.
- Tour de l'Horloge, XVIe siècle.
- Église Saint-Germain.

### Personnalités liées à la commune
- Jean-Paul Bret, maire de Villeurbanne, est né dans la commune.